# 文案
文案是為了宣傳商品、企業、主張或想法，在報章雜誌、海報等平面媒體或電子媒體的圖像廣告、電視廣告、網頁橫幅等使用的文稿（此撰寫出的文案，英文為 copy）或以此為業的人（即文案撰寫人，通常直接稱為文案，英文為 copywriter）。
大部分文案是組織內部的僱員，包括廣告公司、公關公司、公司的廣告部門、大型商店、營售公司、廣播公司、有線電視供應商，新聞業者、圖書出版商、雜誌業者等。文案撰稿人也可以是自由契約的獨立承包商以對應各種客戶。